# ジョン・アレン・チャウ
ジョン・アレン・チャウ（英語: John Allen Chau、1991年12月18日 - 2018年11月17日）は、福音派の中国系アメリカ人宣教師（福音宣教師）。
2018年、1000年以上にわたって外部との接触を拒絶していることで知られる、インドの北センチネル島に不法侵入して宣教を試み、原住民（センチネル族）によって殺害された。

## 経歴
1991年12月18日、アラバマ州スコッツボロで三兄弟の末っ子として生まれる。母は大学生向けのキリスト教親睦団体カイ・アルファのオーガナイザーを務めていたリンダ・アダムス＝チャウであり、父は文化大革命によってアメリカに逃れてきた中国系アメリカ人の精神科医パトリック・チャウであった。
チャウは幼少期からキャンプやハイキング、旅行を好み、様々なクラブ活動やチャリティ、その他の課外活動で優れた様子を見せていた。デイヴィッド・リヴィングストンやブルース・オルソンといった多くの探検家や宣教師に憧れていた 。
2014年、オクラホマ州オーラル・ロバーツ大学を理学の学士号を得て優秀な成績で卒業した 。在学中は大学サッカーチームの監督も務めた。
彼は事件が起きた2018年のアンダマン諸島・北センチネル島への宣教活動以前から、メキシコや南アフリカ、イラク領クルディスタンといった地域への宣教旅行に参加していた。そのような旅行の一環として2015年と2016年にはアンダマン諸島も訪れていたが、この時は北センチネル島には関わらなかった。

## 北センチネル島への宣教活動

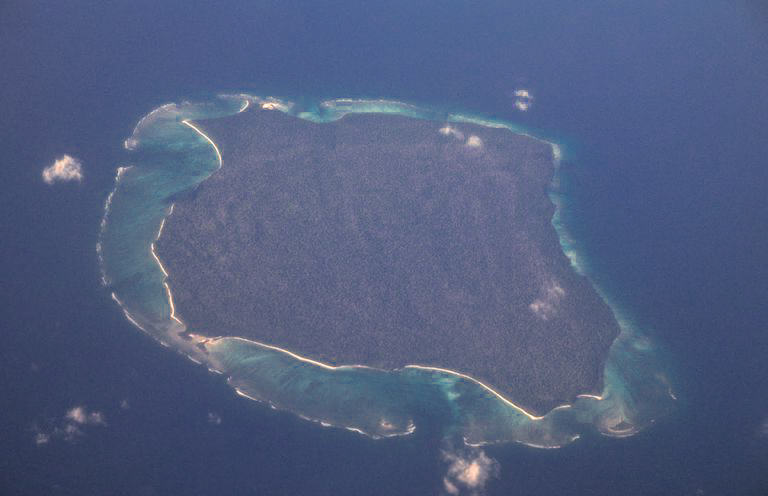
上空から撮影した北センチネル島

### 準備
2017年、チャウはカンザスシティを拠点とする福音派団体「オール・ネイションズ」（All Nations）が主催する「ブートキャンプ」（軍隊における新兵訓練施設のスラング）と称される宣教師養成訓練に参加した。
ニューヨーク・タイムズ紙の報道によれば、この訓練ではスタッフ扮する模擬槍を振り回す敵対的な原住民および、彼らが住む集落に接触するためのものも含まれていたという。
この年、彼はセンチネル族の改宗を志したと伝えられている。
2018年10月、チャウはアンダマン・ニコバル諸島に渡航すると主都であるポートブレアに拠点を構え、コミュニケーション用のピクチャーカードや原住民であるセンチネル族への贈り物、医療器具、その他の必需品を含む、初接触時の準備を進めた。
また予防接種や検疫を受け、さらに医療や言語の訓練も受けた。
11月、チャウはセンチネル族と接触して共に生活することを目的に、北センチネル島に向けて出発した 。
2018年8月にインド内務省は観光促進として、同諸島の29の有人島を制限区域許可（Restricted Area Permit、RAP）が必要な地域から外していた。
しかし、その場合でも当局の許可なく北センチネル島を訪問することは、1956年に制定された原住民部族保護政策の下、依然として違法であった。
このため、チャウは2人の漁師に2万5000ルピ（335.47米ドル）を支払い、島に連れて行ってもらうよう雇った。
この漁師たちは事件後に逮捕された。
チャウはセンチネル族を改宗させたいという明確な願望を持ち、このために命や法的なリスクを負うことも自覚していた。残された彼の日記には以下のようなものがある。
- 「主よ、この島はサタンの最後の砦であり、誰もあなたの御名を聞いたことがなく、聞く機会さえなかったのでしょうか？」
- 「この部族の永遠の命はもうすぐである」
- 「この人々にイエスを伝えること（declare）は価値があることだと考えます。たとえ私が殺されることになっても、どうか彼らや神に怒りを向けないでください（中略）私の遺体を回収しないでください」

### 原住民との接触と死
11月15日、チャウは漁船によって島の岸から500-700メートルほど離れた場所に到着した。漁師たちは、これ以上島に近づかないように警告したが、チャウは防水保護された聖書を持ってカヌーで島に向かった。チャウは島民とコミュニケーションを図り、贈り物をしようとしたが、敵対的な反応に直面し、この最初の訪問は撤退を余儀なくされた。
別の訪問では島民から愉しみ、当惑、敵意の入り混じった反応を受けたとチャウは記録に残している。彼は礼拝の歌を歌ったり、コサ語（アフリカ南部で話されている言語）で話しかけたが、彼らはしばしば黙り込んだ。他のコミュニケーションの試みでは、彼らは笑うだけであった。
チャウは、彼らは「多くの甲高い音」とジェスチャーでコミュニケーションを取ったと述べている。
彼の最後の手紙によれば、彼が魚や贈り物を渡そうとしたとき、少年が金属製の矢を放ち、胸の前にあった聖書を貫いたという。結局、再撤退を余儀なくされた。
11月17日、結果として最後の訪問となったこの日、チャウは漁師たちに自分を見捨てるように指示した。
その後、漁師たちは島民がチャウの遺体を引きずっている光景を目撃し、さらに翌日には海岸に埋葬されるところを目撃した。

### 死後の対応
チャウの死を確認した漁師たちはポートブレアに戻ると、首都に住む友人のキリスト教伝道師に彼の日記を渡した。
またアメリカにいる彼の家族にも連絡し、家族は在チェンナイ米国総領事館に支援を求めた。
アンダマン州政府には11月19日に通知された。
11月21日、警察長官は北センチネル島への一般人の立ち入りを制限する声明を発表した。
原住民との衝突を伴う遭遇の可能性もある中、インド当局は遺体回収を試みたが、発見できなかった。
回収作業は何度か行われたが、最終的には断念された。『ガーディアン』紙に掲載された、この事件に携わった人類学者のコメントによれば、捜査当局と島民との衝突のリスクが大きすぎ、これ以上の試みは正当化できなかったという。
ただ、彼の死自体は殺人事件として立件された。インド政府は、この事件に関連して、漁師たちと地元のエンジニア1名と、チャウ氏の今回の旅の計画を手伝ったアレキサンダーと言う名の宣教師の計7名を「過失殺人」により告発した。

## 彼の行動への批判
チャウが原住民であるセンチネル族に病原体を持ち込む可能性を無視して島を訪れたことは、サバイバル・インターナショナルなどから批判が起きた。島外との接触を断っていたセンチネル族にとって外部の病原体は致命的な結果をもたらす可能性があった。
チャウを訓練したオール・ネイションズは、チャウの死に哀悼の意を表明する一方で、彼を殉教者と表現したため、ソーシャルメディアから批難を浴びた。チャウの父親も、宣教師団体が極端なキリスト教的ビジョンを植え付けたせいで息子に死をもたらしたと批難した。アンダマン諸島の先住民との交流経験について本を著作したマドゥスリー・ムカジーは、自分の行動がセンチネル族に及ぼす影響を考えずに、キリスト教の殉教者になろうとしたチャウの利己心を指摘した。
この事件についてマウラナ・アブル・カラム・アザド記念アジア研究所のM.サシクマールは、殺人罪という法的次元の話題と、被害者の行動を美化するようなメディア報道に疑問を呈した。彼は、同種の事件の再発防止のため、地元の漁民も含めてより厳格に処断することが、北センチネル島への不干渉政策を継続する上で一罰百戒になると述べた。
ドイツのトリーア大学の文化人類学教授ミヒャエル・シェーンフートは、チャウ殺害に対するメディアの反応に文化的関心を抱いた。彼は、今回の一件を、現代世界と孤絶した原住民（未接触部族）との間の適切な関係に関する大きな議論の一部になると述べている。また、彼はセンチネル族のような孤立したグループとの接触は、未だ専門家の間でも論争になるテーマだとしている。ただし、今回の一件のような無分別な接触は、隔離されたコミュニティの無防備な免疫システムに対して致命的な感染症リスクをもたらす恐れがあるために禁じられていると補足している。
また、チャウは愚かな死を遂げた人物を皮肉って贈られるダーウィン賞(2018年)を受賞した。